# Little Skootamatta Creek
Little Skootamatta Creek är ett vattendrag i Kanada.   Det ligger i provinsen Ontario, i den sydöstra delen av landet, 150 km sydväst om huvudstaden Ottawa.
Omgivningarna runt Little Skootamatta Creek är en mosaik av jordbruksmark och naturlig växtlighet. Runt Little Skootamatta Creek är det mycket glesbefolkat, med 4 invånare per kvadratkilometer.